# Diócesis de Worcester (antigua)
La diócesis de Worcester (en latín: Dioecesis Wigorniensis y en inglés: Diocese of Worcester) fue una circunscripción eclesiástica de la Iglesia católica en el Reino Unido. Se trataba de una diócesis latina, sufragánea de la arquidiócesis de Canterbury. Por el Acta de Supremacía del Parlamento de Inglaterra del 8 de mayo de 1559 fue convertida en la diócesis de Worcester de la Iglesia de Inglaterra.

## Territorio y organización

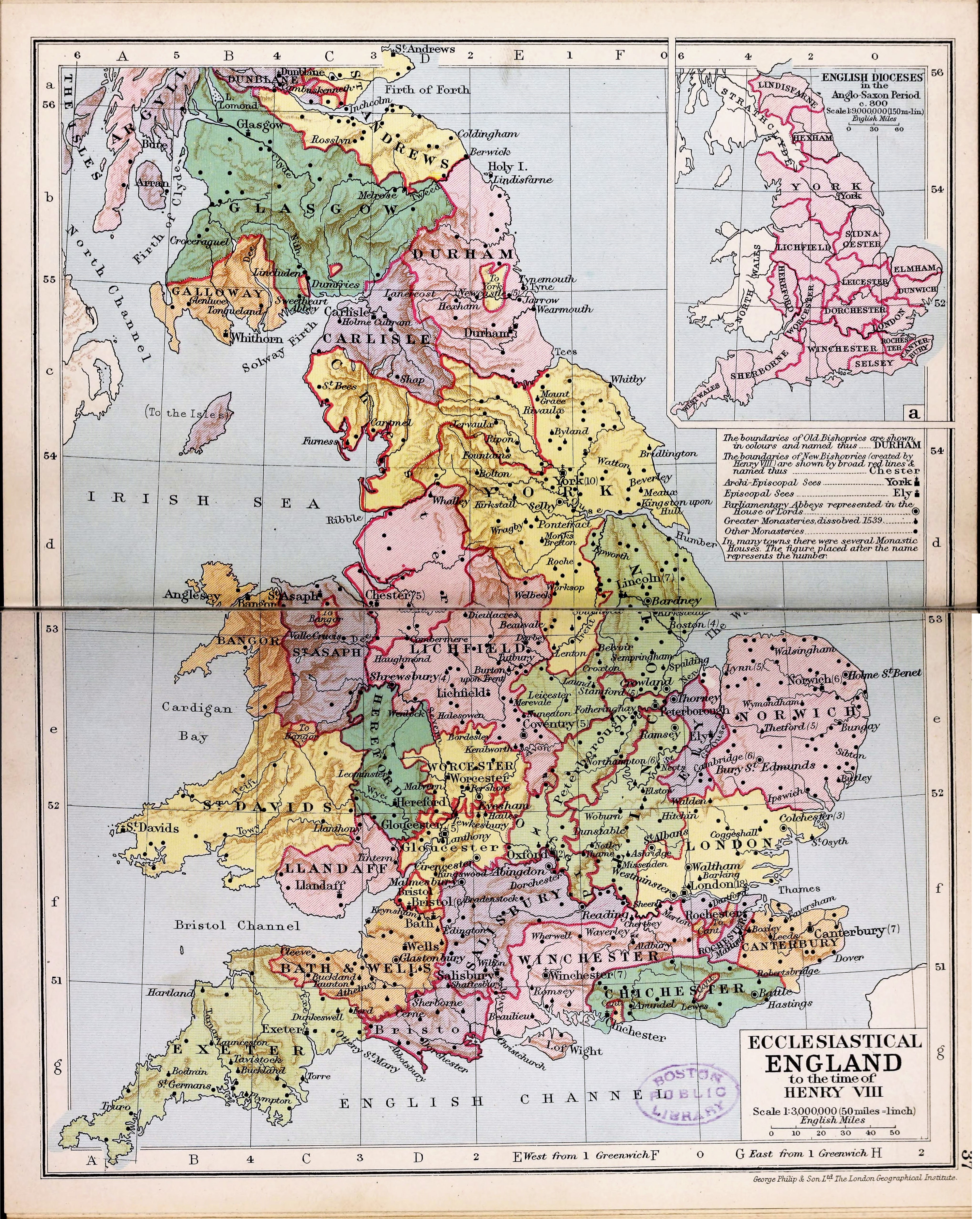
Mapa de las diócesis de Inglaterra

La diócesis extendía su jurisdicción sobre los fieles católicos de rito latino residentes en el Reino de Hwicce en la antigua Inglaterra. Al momento de su erección, la diócesis incluía lo que hoy es el sur y el oeste de Warwickshire (una zona conocida como Felden). 
La sede de la diócesis se encontraba en la ciudad de Worcester en donde se halla la Catedral de la Santísima Virgen María, que desde la Reforma anglicana pertenece a la Iglesia de Inglaterra.

## Historia
La diócesis fue erigida circa 680 en el Reino de Mercia por Teodoro de Canterbury, tomando su territorio de la diócesis de Lichfield (más tarde llamada diócesis de Coventry y Lichfield). Originalmente la diócesis se extendía por el Reino de Hwicce y sus primeros obispos llevaban el título de Episcopi Hwicciorum.

### Reforma anglicana
Luego de que el 23 de marzo de 1534 el papa Clemente VII excomulgara el rey Enrique VIII a causa de su divorcio de Catalina de Aragón, el 3 de noviembre de 1534 el Parlamento de Inglaterra aprobó el Acta de Supremacía de 1534
mediante la cual se declaraba que el rey era «only supreme head in earth of the Church of England, called Anglicana Ecclesia», acto formal mediante el cual la Iglesia católica de Inglaterra entraba en cisma con la Santa Sede, transformándose en una Iglesia nacional independiente. El 18 de diciembre de 1534 aprobó además la Ley de Traición que castigaba con la pena de muerte a quienes no aceptaran el Acta de Supremacía. El Parlamento de acuerdo con Enrique VIII emitió los Seis Artículos en agosto de 1539, por los que se mantuvo la liturgia católica-romana tradicional casi sin cambios en las doctrinas y prácticas de la nueva Iglesia nacional independiente de Inglaterra.
En Worcester era obispo el italiano Girolamo Ghinucci, que fue destituido por el rey Enrique VIII el 21 de marzo de 1535, y ese mismo año creado cardenal por el papa Paulo III. Sin requerir la aprobación papal en su lugar el rey nombró a Hugh Latimer, un reformador que en 1539 renunció en oposición a los 6 artículos y murió en la hoguera en octubre de 1555. Le siguió en el obispado John Bell en 1539, quien renunció el 17 de noviembre de 1543.
En 1541 la diócesis de Worcester cedió una porción de su territorio para la erección de la diócesis de Gloucester. La diócesis fue erigida ex auctoritate por el rey Enrique VIII sin el consentimiento y aprobación de la Santa Sede. 
Nicholas Heath fue elegido por el rey nuevo obispo de Worcester en 1543, quien en sus tratos con los luteranos se mantuvo estrechamente alineado con la doctrina católica. Tras la muerte de Enrique VIII el 28 de enero de 1547 lo sucedió su hijo Eduardo VI. Durante su reinado la Iglesia de Inglaterra llegó a ser teológicamente protestante, por lo que el obispo Nicholas Heath se negó a aceptar el ordinal de 1550, fue encarcelado y, en 1551, privado de su obispado.
La diócesis de Gloucester se disolvió brevemente y regresó a Worcester el 20 de mayo de 1552. John Hooper fue trasladado desde Gloucester y llamado obispo de Worcester y Gloucester
Tras la muerte de Eduardo VI el 6 de julio de 1553 ascendió al trono la católica María I Tudor, quien por ley del Parlamento del 12 de noviembre de 1554 derogó el Acta de Supremacía y luego se abolió toda la legislación religiosa aprobada contra el papado a partir de 1529. Como representante del ala radical del protestantismo, el obispo Hooper fue enviado a la prisión el 1 de septiembre de 1553 inicialmente acusado de deudas. Fue privado de su obispado por ser hombre casado el 19 de marzo de 1554. Estuvo en prisión y, tras la reactivación de las leyes de herejía en diciembre de 1554, fue condenado por herejía y quemado en la hoguera el 9 de febrero de 1555.
Worcester y Gloucester se dividieron nuevamente y fueron reconocidas por Roma y erigidas canónicamente por el papa Paulo IV, quien en 1554 autorizó al arzobispo de Canterbury, cardenal Reginald Pole, para eso. Nicholas Heath fue restituido en Worcester por la reina María en 1554, como obispo católico y el 21 de junio de 1555 fue nombrado arzobispo de York. En su remplazo fue nombrado Richard Pate, quien fue el último obispo de Worcester en comunión con la Santa Sede de Roma.
El 17 de noviembre de 1558 falleció la reina María y fue sucedida por Isabel I, quien con otra Acta de Supremacía del 8 de mayo de 1559 restauró la independencia de la Iglesia anglicana y rompió definitivamente con la Santa Sede. Desde entonces la diócesis de Worcester es parte de la Iglesia de Inglaterra. El obispo Richard Pate fue depuesto por la reina Isabel en 1559 y encarcelado en la Torre de Londres, tras ser liberado murió en 1565 en el exilio en Lovaina. Edwin Sandys fue designado en 1559, iniciando la lista de obispos anglicanos de la diócesis de Worcester.

## Episcopologio
- Tatfrid † (obispo electo)

- Bosel † (680-691 renunció)
- Oftfor † (691-circa 692 falleció)
- San Egwin de Evesham † (692-30 de diciembre de 717 falleció)
- Wilfrid † (717 por sucesión-743 falleció)
- Milred † (743-775 falleció)
- Waermund † (775-778 falleció)
- Tilhere † (778-781 falleció)
- Haethored † (781-798 falleció)
- Deneberht † (798-822 falleció)
- Heahberht † (822 consagrado-848 falleció)
- Alwin † (848-872 falleció)
- Werferth † (9 de junio de 873 consagrado-915 falleció)
- Ethelhun † (915-922 falleció)
- Wilfrith † (922-929 falleció)
- Koenwald † (929-957 falleció)
- San Dunstan † (958 consagrado-958 nombrado obispo de Londres)
- San Oswald, O.S.B. † (960-972 nombrado arzobispo de York)
  - San Oswald, O.S.B. † (972-29 de febrero de 993 falleció) (administrador apostólico)
  - Ealdwulf † (993-6 de mayo de 1002 falleció) (administrador apostólico)[nota 1]
- Wulfstan † (1003-1016 renunció)
- Leofsige † (1016-19 de agosto de 1033 falleció)
- Beorhtheah † (1033-20 de diciembre de 1038 falleció)
- Lyfing † (1038-23 de marzo de 1046 falleció)[nota 2]
- Ealdred † (1046-25 de diciembre de 1060 nombrado arzobispo de York)
- San Wulfstan † (8 de septiembre de 1062-18 de enero de 1096 falleció)[nota 3]
- Samson † (15 de junio de 1096 consagrado-5 de mayo de 1112 falleció)
- Theulf † (27 de junio de 1115-20 de octubre de 1123 falleció)
- Simon † (24 de mayo de 1125-20 de marzo de 1150 falleció)
- John de Pageham † (4 de marzo de 1151-31 de marzo de 1157 falleció)
- Alured † (27 de marzo de 1158-27 de marzo de 1160 falleció)
- Roger of Worcester † (23 de agosto de 1164 consagrado-9 de agosto de 1179 falleció)
- Baldwin di Exeter † (10 de agosto de 1180-10 de diciembre de 1184 nombrado arzobispo de Canterbury)
- William of Northall † (21 de septiembre de 1186 consagrado-3 de mayo de 1190 falleció)
- Robert FitzRalph † (5 de mayo de 1191-14 de julio de 1193 falleció)
- Henry de Sully † (12 de diciembre de 1193-24 de octubre de 1195 falleció)
- John of Coutances † (20 de octubre de 1196-24 de septiembre de 1198 falleció)
- Mauger of Worcester † (4 de junio de 1200 consagrado-1 de julio de 1212 falleció)
- Walter de Gray † (5 de octubre de 1214 consagrado-27 de marzo de 1216 nombrado arzobispo de York)
- Sylvester of Worcester † (3 de julio de 1216 consagrado-16 de julio de 1218 falleció)
- William de Blois † (7 de octubre de 1218 consagrado-18 de agosto de 1236 falleció)
- Walter de Cantilupe † (3 de mayo de 1237 consagrado-12 de febrero de 1266 falleció)
- Nicholas of Ely † (26 de septiembre de 1266-2 de marzo de 1268 nombrado obispo de Winchester)
- Godfrey Giffard † (23 de septiembre de 1268 consagrado-26 de enero de 1302 falleció)
- William Gainsborough, O.F.M. † (29 de octubre de 1302-17 de septiembre de 1307 falleció)
- Walter Reynolds † (2 de febrero de 1308-1 de octubre de 1313 nombrado arzobispo de Canterbury)
- Walter Maidstone † (1 de octubre de 1313-28 de marzo de 1317 falleció)
- Thomas Cobham † (31 de marzo de 1317-27 de agosto de 1327 falleció)
- Adam Orleton † (28 de septiembre de 1327-1 de diciembre de 1333 nombrado obispo de Winchester)
- Simon Montacute † (11 de diciembre de 1333-14 de marzo de 1337 nombrado obispo de Ely)
- Thomas Hemenhale † (14 de marzo de 1337-21 de diciembre de 1338 falleció)
- Wulstan Bransford † (21 de marzo de 1339-6 de agosto de 1349 falleció)
- John Thoresby † (4 de septiembre de 1349-22 de octubre de 1352 nombrado arzobispo de York)
- Reginald Brian † (22 de octubre de 1352-10 de diciembre de 1361 falleció)
- John Barnet † (10 de enero de 1362-24 de noviembre de 1363 nombrado obispo de Bath y Wells)
- William Whittlesey † (6 de marzo de 1364-11 de octubre de 1368 nombrado arzobispo de Canterbury)
- William Lenn † (11 de octubre de 1368-18 de noviembre de 1373 falleció)
- Henry Wakefield † (12 de septiembre de 1375-11 de marzo de 1395 falleció)
- Robert Tideman of Winchcombe † (15 de junio de 1395-10 de junio de 1401 falleció)
- Richard Clifford † (23 de agosto de 1401-27 de junio de 1407 nombrado obispo de Londres)
- Thomas Peverel † (4 de julio de 1407-2 de marzo de 1419 falleció)
- Philip Morgan † (19 de junio de 1419-27 de febrero de 1426 nombrado obispo de Ely)
- Thomas Poulton † (27 de febrero de 1426-23 de agosto de 1433 falleció)
- Thomas Bourchier † (24 de septiembre de 1433-20 de diciembre de 1443 nombrado obispo de Ely)
- John Carpenter † (20 de diciembre de 1443-1476 renunció)
- John Alcock † (15 de julio de 1476-6 de octubre de 1486 nombrado obispo de Ely)
- Robert Morton † (6 de octubre de 1486-mayo de 1497 falleció)
- Giovanni de' Gigli † (30 de agosto de 1497-25 de agosto de 1498 falleció)
- Silvestro de' Gigli † (24 de diciembre de 1498-16 de abril de 1521 falleció)
  - Giulio de' Medici † (7 de junio de 1521-26 de septiembre de 1522 renunció) (administrador apostólico)
- Girolamo Ghinucci † (26 de septiembre de 1522-21 de marzo de 1535 destituido por el rey)[nota 4]
  - Hugh Latimer † (1535-1539 renunció) (obispo cismático anglicano)
  - John Bell † (17 de agosto de 1539 consagrado-17 de noviembre de 1543) (obispo cismático anglicano)
  - Nicholas Heath † (1543-1551 depuesto) (obispo cismático anglicano) (por primera vez)

### Obispos de Worcester y Gloucester
- John Hooper † (20 de mayo de 1552-19 de marzo de 1554 destituido) (obispo cismático anglicano)

### Obispos de Worcester
- Nicholas Heath † (1554-21 de junio de 1555 nombrado arzobispo de York) (por segunda vez)
- Richard Pates † (8 de julio de 1541-luego del 8 de mayo de 1559 depuesto por la reina Isabel I)[nota 5]